# Curling-Weltmeisterschaft der Herren 2020

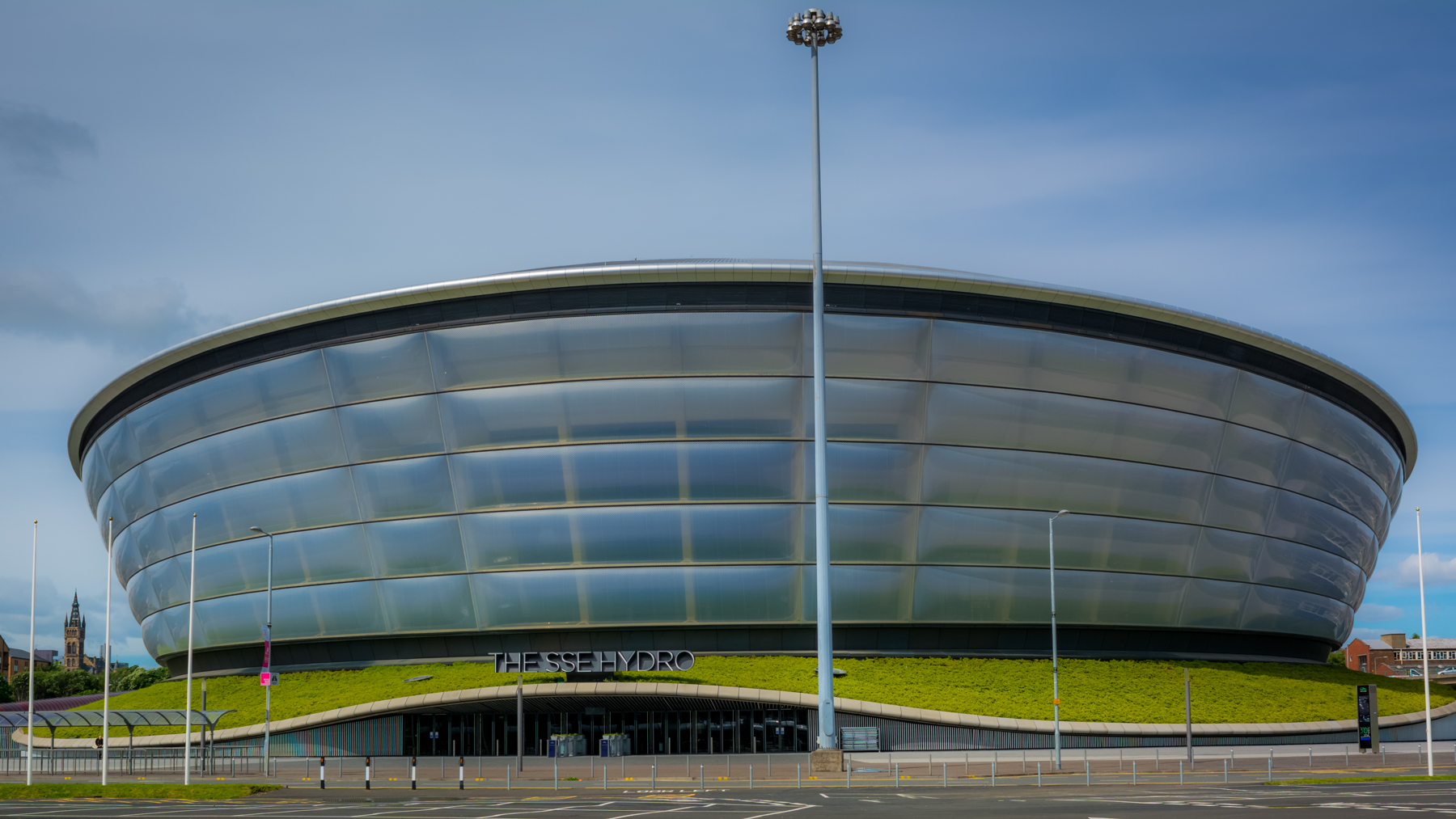
The Hydro im Juni 2017

Die Curling-Weltmeisterschaft der Herren 2020 (offiziell: LGT World Men’s Curling Championship 2020) sollte vom 28. März bis 5. April in Glasgow (Schottland) im dortigen Hydro stattfinden. Wie in den beiden Vorjahren sollten 13 Mannschaften antreten. Aufgrund der Corona-Pandemie sagte die World Curling Federation das Turnier am 14. März 2020 ab.

## Qualifikation
Die folgenden Nationen hatten sich für eine Teilnahme qualifiziert:
| Event                                   | Plätze | Qualifiziert                                                       |
| --------------------------------------- | ------ | ------------------------------------------------------------------ |
| Ausrichtende Nation                     | 1      | Schottland                                                         |
| 2019 Americas Challenge                 | 2      | Kanada Vereinigte Staaten                                          |
| Curling-Europameisterschaft 2019        | 7      | Dänemark Deutschland Italien Niederlande Norwegen Schweiz Schweden |
| Curling-Pazifik-Asienmeisterschaft 2019 | 1      | Südkorea                                                           |
| Welt Qualifikation Event 2020           | 2      | Volksrepublik China Russland                                       |
| Gesamt                                  | 13     |                                                                    |